# Park Avenue
A Avenida Park (também chamada de Park Avenue) é uma via norte-sul nos distritos de Manhattan e Bronx na cidade de Nova York. Antigamente era conhecida como Fourth Avenue, tendo ainda esse nome após a Rua 14. É também chamada de Park Avenue South entre as ruas 17 e 32.
A Park Avenue possui um canteiro central com flores e plantas, sendo a begônia a mais popular, pois não existe um sistema de rega automático e esse tipo de planta suporta mais o sol quente. Todos os anos a avenida recebe árvores de natal, uma tradição que começou em 1945.

## História
Originalmente chamada de "Quarta Avenida" (Fourth Avenue), a Avenida Park era um dos caminhos da New York e Harlem Railroad, uma das primeiras estradas de ferro dos Estados Unidos. O nome relacionado a um parque foi colocado devido a grande quantidade de áreas verdes presentes na vizinhança.